# Koninklijke Beerschot Antwerpen Club
Pour les articles homonymes, voir Beerschot.
Ne pas confondre avec K Beerschot VAC, club anversois disparu en 1999 dont le Germinal Beerschot a récupéré les installations, ni avec le K Beerschot VA, anciennement Olympia Wilrijk et Beerschot Wilrijk, qui reprend les installations du club en 2013 après la faillite du Germinal Beerschot, ni avec le Royal Antwerp Football Club, un autre club anversois toujours en activité
Maillots
Dernière mise à jour : 30 décembre 2013.
Le Koninklijke Beerschot Antwerpen Club est un ancien club de football belge basé à Anvers. Fondé sous le nom de FC Germinal Ekeren en 1920, il reprend le nom de Beerschot après son déménagement au Kiel en 1999 après la faillite du K Beerschot VAC. Le club troque également ses couleurs habituelles, jaune et rouge, pour reprendre le mauve et blanc du club disparu. Relégué en Division 2 et privé de licence pour le football rémunéré pour la saison 2013-2014, le club dépose le bilan en juin 2013 et est radié par l'URBSFA le 1er juillet 2013. Son matricule était le 3530.
Après la faillite du KBAC, les anciens supporters ainsi qu'une partie des effectifs du club rejoignent massivement le KFC Olympia Wilrijk, qui est renommé Koninklijke Beerschot Voetbalclub Antwerpen en 2019. Sous ce nouveau nom, il retrouve la première division du football belge à partir de la saison 2020-2021.

## Nom du club
Le nom du club vient d'une demande de changement introduite par la direction et acceptée par l'URBSFA en date du 15 mai 2011. Au fil du temps, au sein de la direction du club, les membres de l'ancien FC Germinal (voir ci-après, "Histoire") étaient devenus minoritaires. Sous l'impulsion du nouveau président, Patrick Vanoppen, le matricule 3530 abandonne donc le terme "Germinal" et revient au K. Beerschot AC de l'ancien matricule 13 disparu en 1999.
D'un point de vue archives[Quoi ?], documentation et statistiques, il est important de bien faire la distinction. Ainsi l'actuel Beerschot ne peut en aucun cas revendiquer les sept titres de champion de Belgique de son célèbre prédécesseur, ni aucun des succès conquis dans le passé par feu le matricule 13.
Signalons que le changement d'appellation et donc la reprise du nom K. Beerschot AC est entièrement conforme et totalement règlementaire. Les actuels dirigeants du matricule 3530 ont bel et bien le droit de reprendre cette dénomination car elle a été abandonnée depuis plus de dix ans.

## Histoire

### FC Germinal Ekeren

ancien logo du K. FC Germinal Ekeren

Le club est créé à Ekeren en 1920 sous le nom de FC Germinal Ekeren. Les couleurs du club sont le jaune et le rouge, et il évolue au stade Veltwijckpark. Le mois "germinal" est le septième mois du calendrier républicain français, ainsi qu'un symbole du mouvement socialiste. Entre 1920 et 1940, le club participe d'ailleurs aux championnats de la fédération de football socialiste, puis de 1940 à 1942 à ceux de la fédération de football flamande. En 1942, le club passe de ces fédérations à la fédération belge de football, dont il devint membre sous le nom de FC Germinal Ekeren. Le matricule 3530 lui est alors accordé. En 1952, le club participe pour la première fois à un championnat national (Promotion (D4)). Il reste à ce niveau durant deux saisons, après avoir été relégué, y revient  en 1960. En 1971, il est reconnu « Société Royale » et adapte son nom en Koninklijke FC Germinal Ekeren ou K. FC Germinal Ekeren.
Dans les années 80, le club passe du niveau provincial à la scène européenne ! De 1981 à 1984, l'équipe première joue en Promotion, puis de 1984 à 1988 en Division 3. Il n'évolue qu'une seule saison en D2 (1988-1989), accédant à l'élite, la première division nationale, en 1989.
En 1991, l'équipe termine cinquième et participe donc à la Coupe UEFA en 1991-1992, où elle est éliminée au premier tour par le Celtic Glasgow. En 1995, Ekeren se classe sixième, place qualificative pour la Coupe Intertoto où il est également éliminé au premier tour par le FC Aarau, à la différence de buts. En 1996, Ekeren obtient la troisième place du championnat et retourne en Coupe de l'UEFA, où il est sorti en trente-deuxièmes de finale par le Grazer AK. En 1997, Ekeren remporte la Coupe de Belgique et participe l'année suivante à la Coupe d'Europe des Vainqueurs de Coupe. Ekeren est éliminé en huitièmes de finale par le VfB Stuttgart. La même année, Ekeren termine à nouveau troisième, ce qui lui vaut une dernière qualification pour la Coupe UEFA, mais son parcours s'arrête dès le tour de qualification contre le Servette FC.
Le Germinal Ekeren connaît ensuite des problèmes d'infrastructures. La mise en place d'une licence à obtenir pour participer aux deux premières divisions obligeait le club à agrandir ses installations. Des riverains saisissent toutefois la justice au sujet des nuisances produites par le stade. Les travaux menacent également la zone naturelle avoisinante, ce qui rend l'agrandissement impossible. Dans le même temps, le Beerschot, radié par l'U.R.B.S.F.A. pour dettes fédérales le 12 juin 1999, abandonne son terrain (le Kiel). Sans qu'il y ait de fusion, le Koninklijke Football Club Germinal Ekeren déménage et s'installe au Kiel. Le club change sa dénomination en Koninklijke Football Club Germinal Beerschot Antwerpen (3530), le 1er juillet 1999, et ajoute le mauve à ses couleurs (jaune et rouge). Dans le langage familier, il devient alors le "GBA".

### Germinal Beerschot Antwerpen

ancien logo du GBA

Le déménagement d'Ekeren vers Anvers permet de ramener un club de Division 1 au stade du Kiel. Mais dès le départ, "les dés semblent pipés". L'ombre de l'ancien, glorieux mais aussi sulfureux club du Beerschot plane. Et cela n'est pas dû qu'à la simple adaptation du nom.
Au fil des saisons, le matricule 3530 récupère de nombreux supporters de l'ancien matricule 13. Sportivement, le club coule des jours assez paisibles et termine quasi toujours en milieu de classement, à l'exception de la saison 2002-2003, où il ne se classe que 14e (sur 18). À partir de 2003, le club souhaite adapter son nom en Germinal Beerschot (le terme "Antwerpen" disparaissant), mais ce fait n'est jamais accepté par la fédération qui réclame dix ans entre deux changements d'appellation. En 2005, le GBA remporte la Coupe de Belgique.
Par contre en dehors du terrain, les tensions augmentent d'année en année. Parmi les investisseurs et actionnaires, se trouvent beaucoup de nostalgiques de l'ancien Beerschot. Des luttes d'influence minent la gestion du cercle. Les résultats sportifs en pâtissent. En 2009-2010 et en 2010-2011, le matricule 3530 flirte avec la zone dangereuse en fond de tableau. Finalement, en décembre 2010, un accord est trouvé. Le groupe de Patrick Vanoppen devient le patron et relègue celui des dirigeants de l'ex-FC Germinal Ekeren au second plan.
Durant plusieurs saisons, le club tente de faire supprimer le mot "Antwerpen" dans sa dénomination. Mais en vertu de ses réglements (qui exigent dix ans entre deux changements), l'URBSFA refuse. Le 15 mai 2011, la Fédération finit par accepter. Le matricule 3530 devient le K. Beerschot Antwerpen Club ou K. Beerschot AC.

### Beerschot AC
À partir de la saison 2011-2012, le club s'affiche donc sous l'appellation de K. Beerschot AC.
Lors de la saison 2012-2013, celui-ci finit à la 15e place, ce qui signifie les Playoffs 3, contre le Cercle. Après quatre matchs, le club est relégué. Le Beerschot ne reçoit sa licence pour le football rémunéré, indispensable pour évoluer dans les deux plus hautes divisions nationales, et est automatiquement relégué en Division 3. Le club anversois, miné par les problèmes financiers, dépose le bilan et son matricule est radié par l'Union Belge.
Après la faillite du KBAC, les anciens supporters ainsi qu'une partie des effectifs du club, se mobilisent pour trouver un nouveau club à soutenir. Ils rejoignent alors massivement le KFC Olympia Wilrijk, un petit club qui évolue en première division provinciale. L'Olympia Wilrijk est alors renommé KFC Olympia Beerschot Wilrijk en 2013, puis Koninklijke Beerschot Voetbalclub Antwerpen en 2019. Il gagne également de nombreux titres, dont celui de champion de la première division provinciale (5ème niveau du football belge, 2014), de champion de la Promotion (4ème niveau, 2015), de champion de la Division 3 (3è niveau, 2016), puis de la Nationale 1 (3è niveau également, à la suite d'une réforme du football belge, 2017). Le KFCO Beerschot Wilrijk monte alors en Challenger Pro League (deuxième division), dont il termine champion en 2020. Le Beerschot est promu au plus haut niveau du football belge, la Jupiler Pro League, pour la saison 2020-2021. d'être relégué en deuxième division la saison suivante. Il retourne en Jupiler Pro League à partir de la saison 2024-2025.

## Participation européenne
Le club joue ses premiers matches européens en tant que K. FC Germinal Ekeren lors de la saison 1991-1992 contre le Celtic F.C. (perdant 2-0 à l'extérieur et faisant match nul 1-1 à domicile), après avoir terminé 5e du championnat 1990-1991.
Puis il a fallu attendre 1995 et une sixième place en championnat pour se qualifier pour la Coupe Intertoto. Malheureusement, en finissant deuxième du premier tour du groupe 3 derrière le FC Aarau, le K. FC Germinal ne s'est pas qualifié pour le deuxième tour.
Lors de la saison 1995-1996, le club se qualifie pour la Coupe UEFA après sa troisième place en championnat. Il est battu par Grazer AK au premier tour.
En 1997-1998 le club participe à la Coupe des vainqueurs de coupe après une victoire en Coupe de Belgique. Ils perdent au second tour contre le VfB Stuttgart, après une victoire contre l'Étoile rouge de Belgrade.
La saison suivante, le club atteint le premier tour préliminaire de la Coupe UEFA après une troisième place en championnat, mais perd au second tour préliminaire contre le Servette FC.
Pour la saison 2005-2006, devenu alors le Germinal Beerschot Antwerpen, le club s'incline au premier tour de la Coupe UEFA face à l'Olympique de Marseille aux tirs au but.
En début de saison 2008-2009, il joue le deuxième tour de la Coupe Intertoto et s'incline au match retour face au club de Bakou (Azerbaïdjan) sur le score de 1-0.

## Historique du nom
- 1920 : FC Germinal Ekeren
- 1971 : K. FC Germinal Ekeren
- 1999 : K. FC Germinal Beerschot Antwerpen (familièrement abrégé "GBA")
- 2011 : K. Beerschot Antwerpen Club

## Résultats dans les divisions nationales
Statistiques arrêtées au 30 juin 2013

### Palmarès
- Vainqueur de la Coupe de Belgique en 1997 et en 2005
- Champion de Division 2 en 1989
- Champion de Division 3 en 1988
- Champion de Promotion en 1984

### Bilan
| Niv | Divisions     | Jouées | Titres | TM Up | TM Down |
| --- | ------------- | ------ | ------ | ----- | ------- |
| I   | 1re nationale | 24     | 0      |       | 1       |
| II  | 2e nationale  | 1      | 1      |       |         |
| III | 3e nationale  | 6      | 1      |       |         |
| IV  | 4e nationale  | 6      | 1      |       |         |
| V   | 5e nationale  | 0      | 0      |       |         |
|     |               |        |        |       |         |
|     | TOTAUX        | 37     | 3      | 0     | 1       |

- TM Up : test-match pour départager des égalités, ou toutes formes de Barrages ou de Tour final pour une montée éventuelle.
- TM Down : test-match pour départager des égalités, ou toutes formes de Barrages ou de Tour final pour le maintien.

### Classements saison par saison
| Ordre               | Saison  | Nom du club                                                | Niveau                                                     | Classement final                                           | Remarques                                                  |
| ------------------- | ------- | ---------------------------------------------------------- | ---------------------------------------------------------- | ---------------------------------------------------------- | ---------------------------------------------------------- |
| 1                   | 1949-50 | FC Germinal Ekeren                                         | Promotion (D3) série C                                     | 9e/16                                                      |                                                            |
| 2                   | 1950-51 | FC Germinal Ekeren                                         | Promotion (D3) série D                                     | 14e/16                                                     | Relégué                                                    |
| séries provinciales |         |                                                            |                                                            |                                                            |                                                            |
| 3                   | 1952-53 | FC Germinal Ekeren                                         | Promotion série A                                          | 11e/16                                                     |                                                            |
| 4                   | 1953-54 | FC Germinal Ekeren                                         | Promotion série D                                          | 16e/16                                                     | Relégué                                                    |
| séries provinciales |         |                                                            |                                                            |                                                            |                                                            |
| 5                   | 1960-61 | FC Germinal Ekeren                                         | Promotion série D                                          | 15e/16                                                     | Relégué                                                    |
| séries provinciales |         |                                                            |                                                            |                                                            |                                                            |
| 6                   | 1981-82 | K. FC Germinal Ekeren                                      | Promotion série C                                          | 5e/16                                                      |                                                            |
| 7                   | 1982-83 | K. FC Germinal Ekeren                                      | Promotion série B                                          | 5e/16                                                      |                                                            |
| 8                   | 1983-84 | K. FC Germinal Ekeren                                      | Promotion série A                                          | 1er/16                                                     | Champion et promu                                          |
| 9                   | 1984-85 | K. FC Germinal Ekeren                                      | Division 3 série B                                         | 5e/16                                                      |                                                            |
| 10                  | 1985-86 | K. FC Germinal Ekeren                                      | Division 3 série A                                         | 2e/16                                                      |                                                            |
| 11                  | 1986-87 | K. FC Germinal Ekeren                                      | Division 3 série B                                         | 2e/16                                                      |                                                            |
| 12                  | 1987-88 | K. FC Germinal Ekeren                                      | Division 3 série B                                         | 1er/16                                                     | Champion et promu                                          |
| 13                  | 1988-89 | K. FC Germinal Ekeren                                      | Division 2                                                 | 1er/16                                                     | Champion et promu                                          |
| 14                  | 1989-90 | K. FC Germinal Ekeren                                      | Division 1                                                 | 13e/18                                                     |                                                            |
| 15                  | 1990-91 | K. FC Germinal Ekeren                                      | Division 1                                                 | 5e/18                                                      |                                                            |
| 16                  | 1991-92 | K. FC Germinal Ekeren                                      | Division 1                                                 | 8e/18                                                      |                                                            |
| 17                  | 1992-93 | K. FC Germinal Ekeren                                      | Division 1                                                 | 14e/18                                                     |                                                            |
| 18                  | 1993-94 | K. FC Germinal Ekeren                                      | Division 1                                                 | 10e/18                                                     |                                                            |
| 19                  | 1994-95 | K. FC Germinal Ekeren                                      | Division 1                                                 | 6e/18                                                      |                                                            |
| 20                  | 1995-96 | K. FC Germinal Ekeren                                      | Division 1                                                 | 3e/18                                                      |                                                            |
| 21                  | 1996-97 | K. FC Germinal Ekeren                                      | Division 1                                                 | 10e/18                                                     |                                                            |
| 22                  | 1997-98 | K. FC Germinal Ekeren                                      | Division 1                                                 | 3e/18                                                      |                                                            |
| 23                  | 1998-99 | K. FC Germinal Ekeren                                      | Division 1                                                 | 10e/18                                                     |                                                            |
| 24                  | 1999-00 | K. FC GB Antwerpen                                         | Division 1                                                 | 7e/18                                                      |                                                            |
| 25                  | 2000-01 | K. FC GB Antwerpen                                         | Division 1                                                 | 6e/18                                                      |                                                            |
| 26                  | 2001-02 | K. FC GB Antwerpen                                         | Division 1                                                 | 9e/18                                                      |                                                            |
| 27                  | 2002-03 | K. FC GB Antwerpen                                         | Division 1                                                 | 14e/18                                                     |                                                            |
| 28                  | 2003-04 | K. FC GB Antwerpen                                         | Division 1                                                 | 7e/18                                                      |                                                            |
| 29                  | 2004-05 | K. FC GB Antwerpen                                         | Division 1                                                 | 9e/18                                                      |                                                            |
| 30                  | 2005-06 | K. FC GB Antwerpen                                         | Division 1                                                 | 6e/18                                                      |                                                            |
| 31                  | 2006-07 | K. FC GB Antwerpen                                         | Division 1                                                 | 7e/18                                                      |                                                            |
| 32                  | 2007-08 | K. FC GB Antwerpen                                         | Division 1                                                 | 8e/18                                                      |                                                            |
| 33                  | 2008-09 | K. FC GB Antwerpen                                         | Division 1                                                 | 13e/18                                                     |                                                            |
| 34                  | 2009-10 | K. FC GB Antwerpen                                         | Division 1                                                 | 10e/16                                                     | Play-offs 2                                                |
| 35                  | 2010-11 | K. FC GB Antwerpen                                         | Division 1                                                 | 13e/16                                                     | Play-offs 2                                                |
| 36                  | 2011-12 | K. Beerschot AC                                            | Division 1                                                 | 11e/16                                                     | Play-offs 2                                                |
| 37                  | 2012-13 | K. Beerschot AC                                            | Division 1                                                 | 15e/16                                                     | Relégué                                                    |
| X                   | 2013    | Arrêt des activités du club, son matricule 3530 est radié. | Arrêt des activités du club, son matricule 3530 est radié. | Arrêt des activités du club, son matricule 3530 est radié. | Arrêt des activités du club, son matricule 3530 est radié. |

## Personnalités du club

### Entraîneurs
KFC Germinal Ekeren
- Albert Bers (1988-1990)
- René Desaeyere (1990)
- Urbain Haesaert (1990-1993)
- Aimé Anthuenis (1993-1994)
- Herman Helleputte (1994-1996)
- Stani Gzil (1996-1997)
- Herman Helleputte (1997-1999)

KFC Germinal Beerschot
| - 1999-2003: Franky Van der Elst - 2003-2005: Marc Brys - 2005-2006: Jos Daerden - 2006-2007: Marc Brys - 2007-2008: Harm van Veldhoven - 2008-août 2009: Aimé Anthuenis - 2009-2010: Jos Daerden - 2010-2010: Glen De Boeck - 2010-2011: Jacky Mathijssen |

K Beerschot AC
| - 2011-2012: Jacky Mathijssen - 2012: Adrie Koster - 2012-janv. 2013: Wim De Corte - jan. 2013-avr. 2013 : Jacky Mathijssen |

### Quelques anciens joueurs
| - François Sterchele - Edwin van Ankeren - Jürgen Cavens - Nico Claesen - Éric Deflandre - Marc Degryse - Mousa Dembélé - Jan Vertonghen - Radja Nainggolan - Carl Hoefkens - Christophe Kinet - Wesley Sonck - Philippe Vande Walle - Mike Verstraeten - Toby Alderweireld - Thomas Vermaelen - Philippe Clement - Jelle Van Damme | - Samir Beloufa - Toufik Zerara - Jason Čulina - Tony Vidmar - Pius N'Diefi - Éric Decroix - Aaron Mokoena - Emmanuel Okoduwa - Henk Vos - Hervé Nzelo-Lembi - Silvio Proto - Adrian Ilie - Francis Severeyns - Gary Kagelmacher |